# Segunda Avenida Noroeste
La 2.ª Avenida Noroeste (Segunda Avenida Noroeste) es una vía ubicada en el cuadrante noroeste de Managua, Nicaragua. Su trazado se sitúa al oeste del Centro histórico de Managua, conectando diversos sectores emblemáticos de la ciudad y formando parte del sistema ortogonal de calles numeradas.

## Trazado
La avenida comienza al norte en las inmediaciones de la Plaza 22 de Agosto, junto al Teatro Nacional Rubén Darío, y avanza en dirección sur, atravesando la antigua zona bancaria y comercial del centro histórico. Luego desciende hacia el sector de la Loma de Tiscapa, donde finaliza en una pendiente conectada a vías terciarias.
Debido a la destrucción ocasionada por el terremoto de Managua de 1972, algunos tramos de esta avenida han sido interrumpidos o absorbidos por urbanismo moderno y proyectos estatales.

## Intersecciones principales
- Plaza 22 de Agosto – extremo norte
- 1.ª Calle Noroeste – intersección central
- 2.ª Calle Noroeste – intersección contigua
- Pista Gaza – extremo sur (conectado a senderos y vías internas)

## Barrios que atraviesa
- Sector sur del Centro histórico de Managua
- Área de la Reserva natural Laguna de Tiscapa

## Coordenadas
- Punto norte: 12°08′40″N 86°17′00″O / 12.14444, -86.28333
- Punto sur: 12°08′10″N 86°17′05″O / 12.13611, -86.28472